# Віра, Надія, Любов (фільм)
«Віра, Надія, Любов» — радянський трисерійний художній телефільм 1972 року, знятий на Кіностудії ім. О. Довженка.

## Сюжет
Фільм оповідає про життя трьох поколінь потомствених ткаль Московської фабрики «Трьохгірська мануфактура». Картина складається з трьох фільмів: «Віра», «Надія», «Любов».

## У ролях
- Ірина Лаврентьєва — Віра/Надія/Любов
- Володимир Заманський — Матвій Філімонов, чоловік Віри, революціонер
- Люсьєна Овчинникова — Глаша, подруга Віри
- Георгій Мартинюк — Артур
- Станіслав Бородокін — Олексій
- Вацлав Дворжецький — Яків Хомич Зеленцов
- Микола Дупак — Прохоров, господар Трьохгорної мануфактури
- Валентин Грудінін — поліцмейстер
- Юрій Каморний — Василь Корольов
- Майя Булгакова — Таїсія Павлівна
- Юрій Лавров — начальник госпіталю
- Світлана Кондратова — Ніна
- Вілорій Пащенко — Петро
- Віктор Маляревич — працівник фабрики
- Анатолій Переверзєв — Павло
- Станіслав Станкевич — генерал
- Володимир Олексієнко — похилий працівник
- Варвара Маслюченко — мати Петра і Павла
- Валентин Козлов — фабрикант
- Галина Демчук — Маришка
- Анджела Андрієвська — Надя, дочка Віри
- Марія Капніст — стара в лікарні
- Федір Гладков — Кутейкин, сторож Кузьмич
- Сергій Маслобойщиков — «Гнідий»
- Любов Комарецька — завгосп госпіталю
- Олена Лицканович — ткаля
- Віра Предаєвич — працівниця РАГСу
- Володимир Гончаров — Іван Карлович
- Валентина Салтовська — ткаля
- Євген Карельських — жених Віри-молодшої
- Олександр Петров — фабрикант
- Софія Карамаш — дружина Семена
- Віктор Поліщук — Семен
- Ада Волошина — працівниця фабрики
- Іван Бондар — кулеметник
- Осип Найдук — розстріляний робітник
- Галина Довгозвяга — жінка з дитиною
- Наталія Гебдовська — жінка в хаті
- Лев Перфілов — Михайло Михайлович
- Манефа Соболевська — ткаля
- Юрій Мисєнков — солдат в РАГСі
- Агафія Болотова — прислуга Прохорова
- Олена Фещенко — прислуга Прохорова
- Микола Воронін — лікар

## Знімальна група
- Автор сценарію: Олексій Каплер
- Режисер-постановник: Ісаак Шмарук
- Оператор-постановник: Володимир Давидов
- Художник-постановник: Віктор Мигулько
- Композитор: Тихон Хрєнников
- Художник по костюмах: Ольга Яблонська
- Звукооператор: Софія Сергієнко
- Текст пісень: Юлії Друніної
- Редактор: Володимир Сосюра
- Режисер: С. Винокуров
- Оператор: М. Бердичевський
- Асистенти оператора: Володимир Довгальов, І. Джеломанов
- Режисер монтажу: Варвара Бондіна
- Художники по гриму: Алевтина Лосєва, М. Лосєв
- Художник-декоратор: Григорій Павленко
- Комбіновані зйомки: оператор — Г. Сігалов, художник — Володимир Цирлін
- Головний консультант: доктор історичних наук Арнольд Шевелєв
- Державний симфонічний оркестр УРСР, диригент — Володимир Кожухар
- Директор картини: Олександр Шепельський